# Jean-Baptiste Delille
Pour les articles homonymes, voir Delille.
Jean-Baptiste Delille, né le 24 décembre 1912 à Haveluy (Nord) et mort le 6 juillet 1993 à Valenciennes,, est un coureur cycliste français professionnel de 1947 à 1951.

## Palmarès
- 1946
  - 3e du Grand Prix de Bavay
- 1949
  - 2e du Paris-Camembert

## Résultats sur les grands tours

### Tour de France
1 participation
- 1947 : abandon (3e étape)